# Anti-Revolutionairen 1985
Anti-Revolutionairen 1985 (afgekort: AR'85) was een Nederlandse politieke partij van het in 1985 van de Reformatorische Politieke Federatie (RPF) afgescheiden en daarna onder de naam Groep Wagenaar opererende Tweede Kamerlid Aad Wagenaar.
AR'85 werd opgericht in Den Haag op 12 augustus 1985. Het eerste partijconvent werd gehouden op 30 november 1985 in De Buitensociëteit te Zwolle. De eerste deputatenvergadering vond plaats op 1 maart 1986 in De Meerpaal te Dronten. Het eerste nummer van partijorgaan Anti Revolutionair verscheen in februari 1986.
AR'85 deed mee aan de gemeenteraadsverkiezingen van 1986, alleen in Wagenaars woonplaats Zoetermeer en daarna ook aan de Tweede Kamerverkiezingen van 1986. De partij wist echter geen zetels te verwerven. Tot 3 juni 1986 zat Wagenaar in de Tweede Kamer en de AR'85 bestond tot maart 1987. Toen maakte Wagenaar de overstap naar het CDA.

## Verkiezingsuitslagen
| Gemeenteraadsverkiezingen | Gemeenteraadsverkiezingen | Gemeenteraadsverkiezingen | Gemeenteraadsverkiezingen |
| Gemeente                  | #                         | %                         | Zetels                    |
| ------------------------- | ------------------------- | ------------------------- | ------------------------- |
| Zoetermeer                | 212                       | 0,53%                     | 0                         |
| Tweede Kamer              |                           |                           |                           |
| Lijsttrekker              | #                         | %                         | Zetels                    |
| Aad Wagenaar              | 3.664                     | 0,04%                     | 0                         |